# Cerrophidion godmani
Cerrophidion godmani är en ormart som beskrevs av Günther 1863. Cerrophidion godmani ingår i släktet Cerrophidion och familjen huggormar. Inga underarter finns listade i Catalogue of Life.
Arten förekommer i sydöstra Mexiko och Guatemala.